# سرايا الناصرة

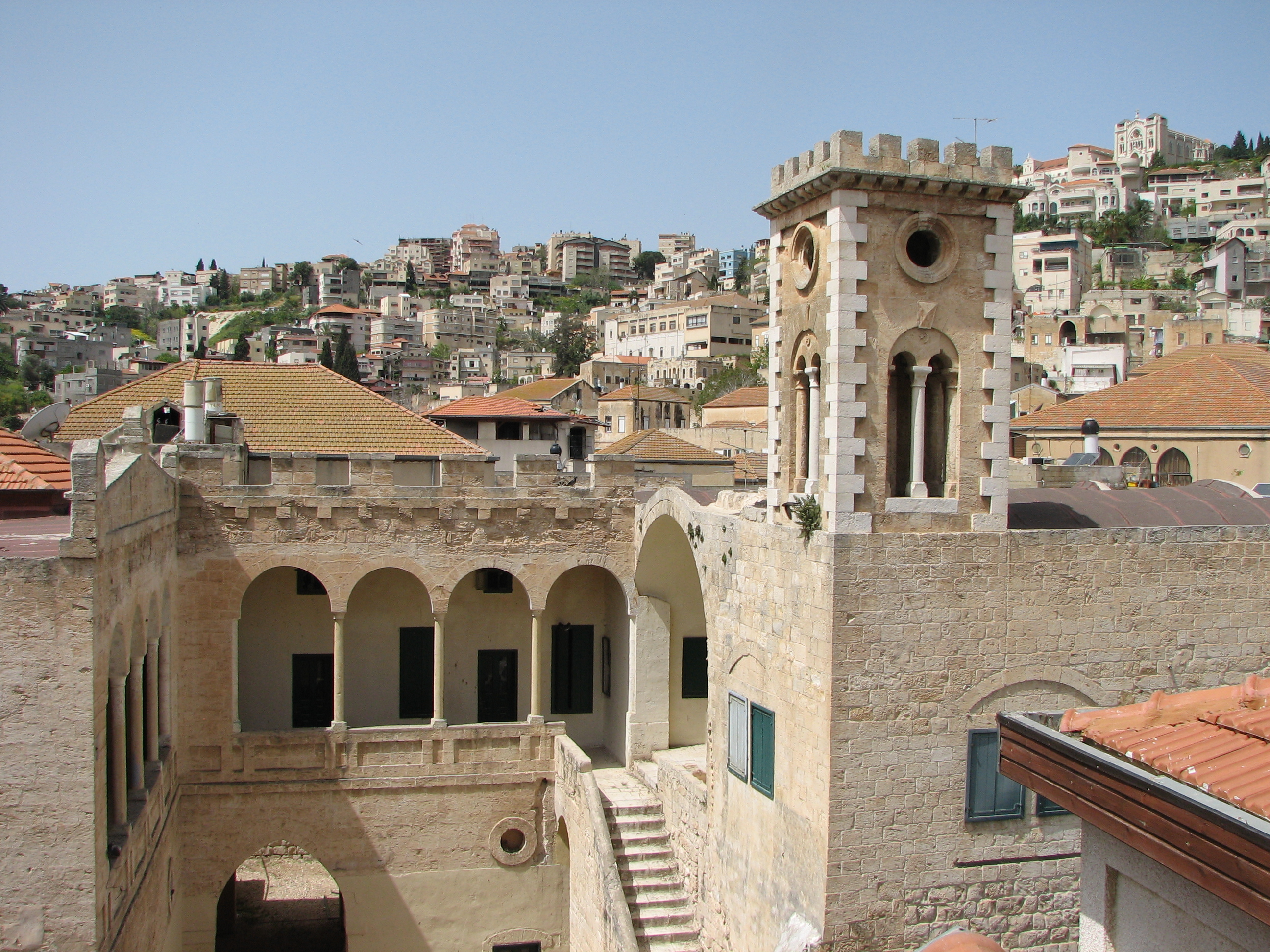
منظر عام للسرايا عام 2010.

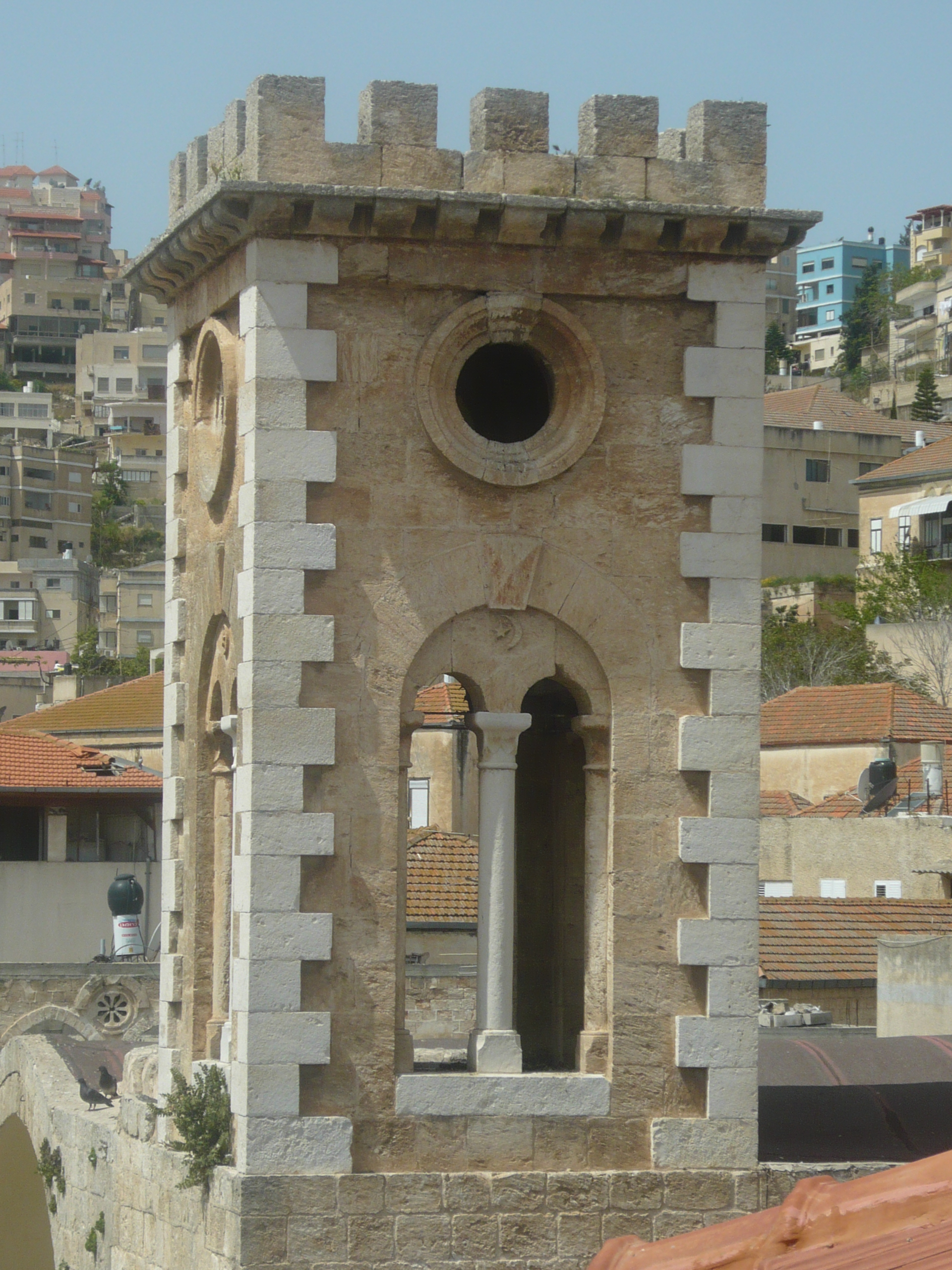
برج الساعة.

سرايا الناصرة، هو أحد أهم معالم البلدة القديمة في الناصرة، حيث يعود تاريخه إلى الحقبة العثمانية. قام ببنائه ظاهر العمر الزيداني في القرن الثامن عشر بين الأعوام 1730 و1740، ليكون مقرًا لحكم المدينة وإدارة شؤونها، حيث أشرف منه على الأمن في منطقة الناصرة ومرج ابن عامر. وقد اتخذ منه منزلًا له، وضم المبنى جناح السكن الخاص "الحرملك"، وجناح استقبال الزوار والضيوف "السلملك"، بالإضافة للمعتقل والاسطبلات. في هذه الفترة كانت الناصرة خالية من المساجد، فخصص ظاهر العمر للمسلمين مصلى في السرايا للصلاة، حتى إقامة الجامع الأبيض الذي تمّ الانتهاء من بنائه في عام 1812. في منتصف القرن التاسع عشر تمت إضافة رواق في الطابق العلوي من المبنى، وفي مطلع القرن العشرين تم بناء برج الساعة بأسلوب عصر النهضة الإيطالي، وذلك بمناسبة مرور 25 عامًا على اعتلاء السلطان عبد الحميد الثاني العرش العثماني، جنبًا إلى 6 أبراج ساعة أخرى أقيمت في كل من القدس، يافا، حيفا، عكا، صفد ونابلس. بقي مبنى السرايا يستخدم لإدارة شؤون المدينة حتى عام 1991، بعدها انتقلت البلدية إلى مبنى جديد. بدأت بلدية الناصرة مؤخرًا بأعمال ترميمات في المبنى لتحويله مستقبلًا إلى متحف يروي تاريخ المدينة، حيث تم ترميم البنية التحتية وتقوية المبنى إنشائيًا كخطوة أولى.

## طالع أيضًا
- قائمة السرايا العثمانية في فلسطين
- خان الباشا
- الجامع الأبيض